# Tử hình ở Andorra
Pere Areny là người cuối cùng bị xử tử ở Andorra. Anh ta bị xử bắn bởi một đội nổ súng vì tội giết anh trai mình, Antoni Areny, vào ngày 18 tháng 10 năm 1943. Hình phạt tử hình đã được bãi bỏ ở Andorra vào năm 1990  và Nghị định thư số 6 về ECHR có hiệu lực tại quốc gia này vào ngày 1 tháng 2 năm 1996.